# Ore City (Teksas)
Ore City je grad u američkoj saveznoj državi Teksas. Prema popisu stanovništva iz 2010. u njemu je živjelo 1.144 stanovnika.